# Laxsjön (Sundsjö socken, Jämtland)
Laxsjön är en sjö i Bräcke kommun i Jämtland och ingår i Indalsälvens huvudavrinningsområde. Sjön har en area på 0,816 kvadratkilometer och ligger 347 meter över havet. Sjön avvattnas av vattendraget Stormyrbäcken.

## Delavrinningsområde
Laxsjön ingår i det delavrinningsområde (699349-147523) som SMHI kallar för Mynnar i Sännån. Medelhöjden är 369 meter över havet och ytan är 13,27 kvadratkilometer. Det finns inga avrinningsområden uppströms utan avrinningsområdet är högsta punkten. Stormyrbäcken som avvattnar avrinningsområdet har biflödesordning 3, vilket innebär att vattnet flödar genom totalt 3 vattendrag innan det når havet efter 206 kilometer. Avrinningsområdet består mestadels av skog (79 procent). Avrinningsområdet har 0,9 kvadratkilometer vattenytor vilket ger det en sjöprocent på 6,8 procent.